# 12859 Marlamoore
12859 Marlamoore (1998 KK1) là một tiểu hành tinh vành đai chính.